# 2015-ös wimbledoni teniszbajnokság
A 2015-ös wimbledoni teniszbajnokság az év harmadik Grand Slam-tornája, a wimbledoni teniszbajnokság 129. kiadása volt. Az eseményt 2015. június 29. és július 12. között rendezték meg Londonban. A mérkőzéseket az All England Lawn Tennis and Croquet Club füves pályáin játszották le.

## Döntők

### Férfi egyes
Novak Đoković –  Roger Federer 7–6(1), 6–7(10), 6–4, 6–3

### Női egyes
Serena Williams –  Garbiñe Muguruza 6–4, 6–4

### Férfi páros
Jean-Julien Rojer /  Horia Tecău –  Jamie Murray /  John Peers 7–6(5), 6–4, 6–4

### Női páros
Martina Hingis /  Szánija Mirza –  Jekatyerina Makarova /  Jelena Vesznyina 5–7, 7–6(4), 7–5

### Vegyes páros
Lijendar Pedzs /  Martina Hingis –  Alexander Peya /  Babos Tímea 6–1, 6–1

### Juniorok

#### Fiú egyéni
- Reilly Opelka –  Mikael Ymer, 7–6(5), 6–4

#### Lány egyéni
- Szofja Zsuk –  Anna Blinkova, 7–5, 6–4

#### Fiú páros
- Lý Hoàng Nam /  Sumit Nagal –  Reilly Opelka /  Akira Santillan, 7–6(4), 6–4

#### Lány páros
- Gálfi Dalma /  Stollár Fanny –  Vera Lapko /  Tereza Mihalíková, 6–3, 6–2

## Világranglistapontok
| Eredmény           | Férfi egyes | Férfi páros | Női egyes | Női páros |
| ------------------ | ----------- | ----------- | --------- | --------- |
| Győzelem           | 2000        | 2000        | 2000      | 2000      |
| Döntő              | 1200        | 1200        | 1300      | 1300      |
| Elődöntő           | 720         | 720         | 780       | 780       |
| Negyeddöntő        | 360         | 360         | 430       | 430       |
| 16 között          | 180         | 180         | 240       | 240       |
| 32 között          | 90          | 90          | 130       | 130       |
| 64 között          | 45          | 0           | 70        | 5         |
| 128 között         | 10          | –           | 10        | –         |
| Főtáblára jutás    | 25          | 25          | 40        | 48        |
| Selejtező (3. kör) | 16          | –           | 30        | –         |
| Selejtező (2. kör) | 8           | –           | 20        | –         |
| Selejtező (1. kör) | 0           | –           | 2         | –         |

## Pénzdíjazás
A torna teljes díjazása 26 750 000 angol font volt. Ez 7%-os emelést jelentett az előző évhez képest.
| Eredmény             | Egyes*        | Páros**                                                                   | Vegyes páros**                                                            |
| Győzelem             | 1 880 000 £   | 340 000 £                                                                 | 100 000 £                                                                 |
| Döntő                | 940 000 £     | 170 000 £                                                                 | 50 000 £                                                                  |
| Elődöntő             | 470 000 £     | 85 000 £                                                                  | 25 000 £                                                                  |
| Negyeddöntő          | 241 000 £     | 43 000 £                                                                  | 12 000 £                                                                  |
| 16 között            | 127 000 £     | 22 500 £                                                                  | 6000 £                                                                    |
| 32 között            | 77 000 £      | 13 750 £                                                                  | 3000 £                                                                    |
| 64 között            | 47 000 £      | 9000 £                                                                    | 1500 £                                                                    |
| 128 között           | 29 000 £      | –                                                                         | –                                                                         |
| Összesen             | 10 332 000 £* | 1 540 000 £*                                                              | 368 000 £                                                                 |
| Selejtező (döntő)    | 14 500 £      | *Nemenként **Csapatonként ***128-as tábla (férfiak) ****96-os tábla (nők) | *Nemenként **Csapatonként ***128-as tábla (férfiak) ****96-os tábla (nők) |
| Selejtező (2. kör)   | 7250 £        | *Nemenként **Csapatonként ***128-as tábla (férfiak) ****96-os tábla (nők) | *Nemenként **Csapatonként ***128-as tábla (férfiak) ****96-os tábla (nők) |
| Selejtező (1. kör)   | 3625 £        | *Nemenként **Csapatonként ***128-as tábla (férfiak) ****96-os tábla (nők) | *Nemenként **Csapatonként ***128-as tábla (férfiak) ****96-os tábla (nők) |
| Összesen (selejtező) | 696 000 £***  | *Nemenként **Csapatonként ***128-as tábla (férfiak) ****96-os tábla (nők) | *Nemenként **Csapatonként ***128-as tábla (férfiak) ****96-os tábla (nők) |
| Összesen (selejtező) | 522 000 £**** | *Nemenként **Csapatonként ***128-as tábla (férfiak) ****96-os tábla (nők) | *Nemenként **Csapatonként ***128-as tábla (férfiak) ****96-os tábla (nők) |